# Kamienica Cieszkowskiego 9 w Bydgoszczy
Kamienica Cieszkowskiego 9 w Bydgoszczy – zabytkowa kamienica w Bydgoszczy.

## Położenie
Budynek znajduje się w południowej pierzei ul. Cieszkowskiego w jej środkowej części.

## Historia
Kamienica powstała w latach 1900–1902, według projektu architekta Karla Bergnera na zlecenie kupca Ephreima Moritza. Właścicielami budynku byli: od 1915 r. kupiec Stein, a w latach 1926-1935 Ludwik Kaufthorst.
Od maja 1923 siedziba przeniesionej z ul. Pomorskiej 5 Gospody Kresowej, w której dokarmiano dziennie od 80 do 150 ubogich, serwowując tanie bądź darmowe obiady, np. kluski, kiszoną kapustę. Rzeźnicy przekazywali do gospody wodę, w której gotowali szynki, z której przyrządzano wurst zupę.
Po 1945 roku budynek przeszedł na własność Skarbu Państwa.
Stan dzisiejszy budynku to efekt prac konserwatorskich połączonych z rekonstrukcją detalu architektonicznego z lat 90. XX w.

## Architektura
Czterokondygnacyjny budynek z mansardowym poddaszem założony jest na planie w kształcie litery „U” z dwoma skrzydłami oficyn. Elewacja frontowa jest niesymetryczna, jedenastoosiowa, urozmaicona dwoma ryzalitami zwieńczonymi tarasami.
Budynek prezentuje styl eklektyczny z dekoracją secesyjną. Ryzalit wschodni zamknięty jest falistym szczytem ozdobionym sztukateriami przedstawiającymi alegoryczne, płaskorzeźbione postacie kobiet z atrybutami – sową i kogutem, personifikacjami „Dnia i Nocy”. Nad portalem umieszczono naczółek z kluczem w postaci pełnoplastycznej głowy kobiecej.

## Galeria

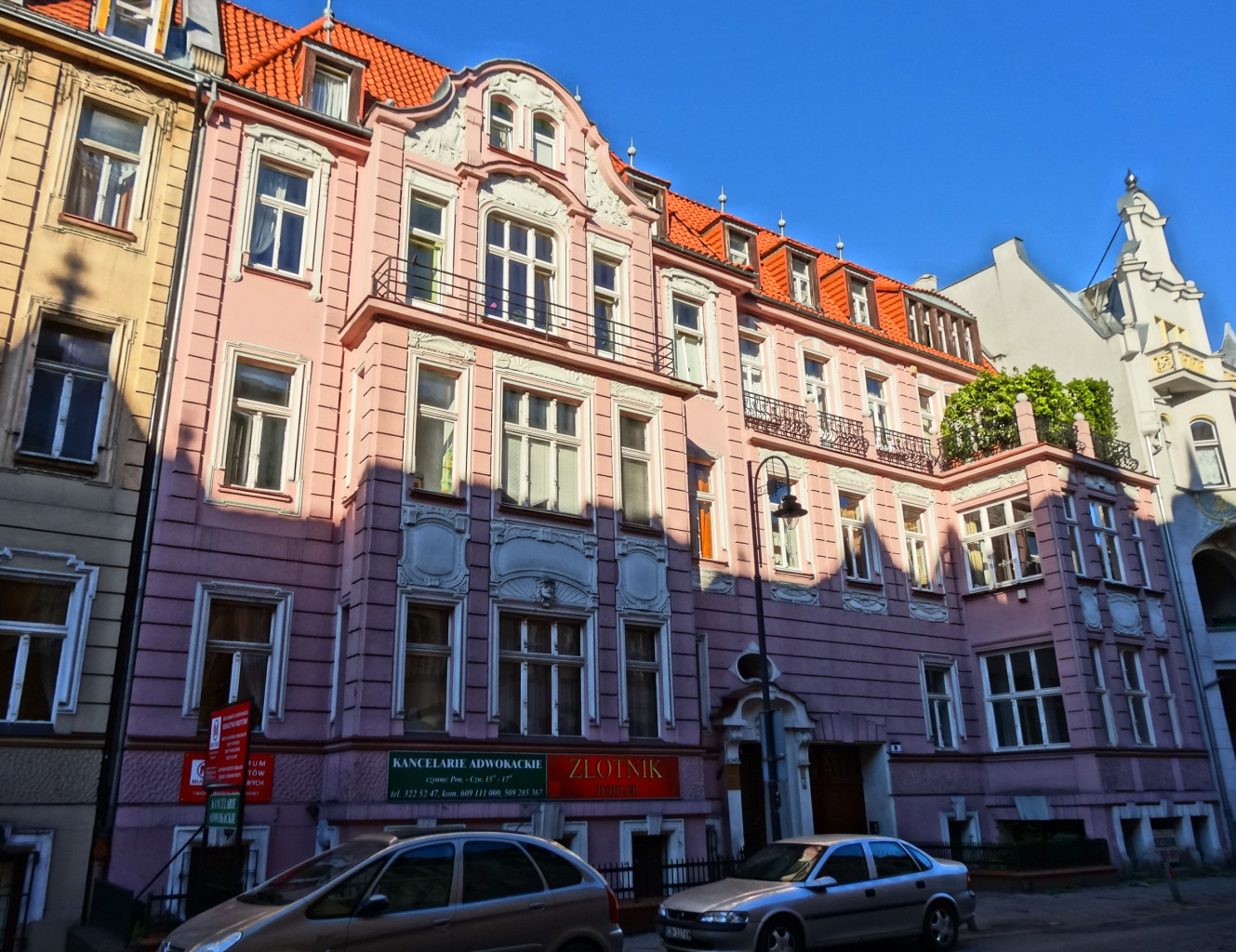
Widok z ukosa
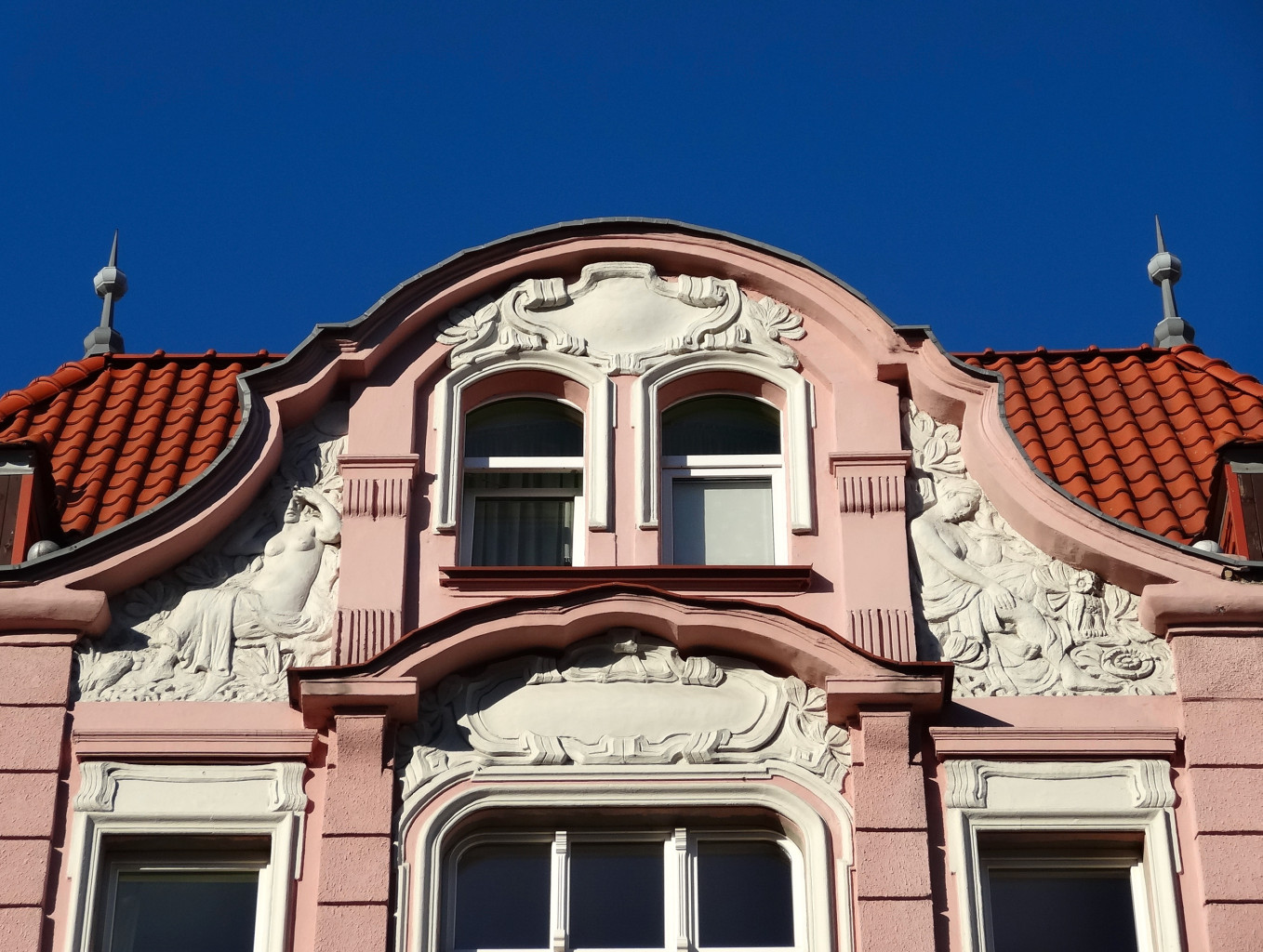
Fronton
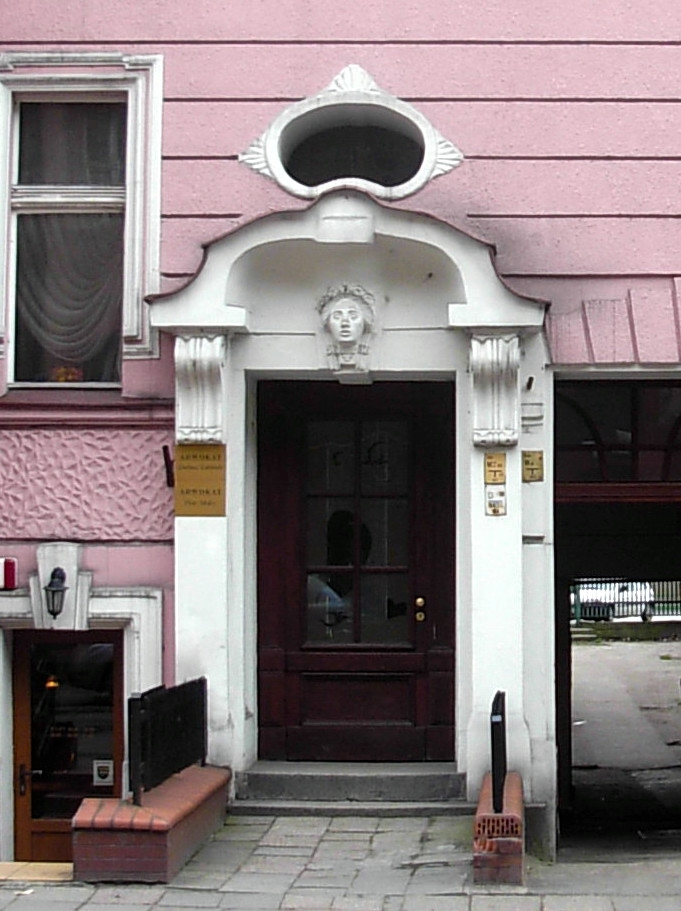
Portal
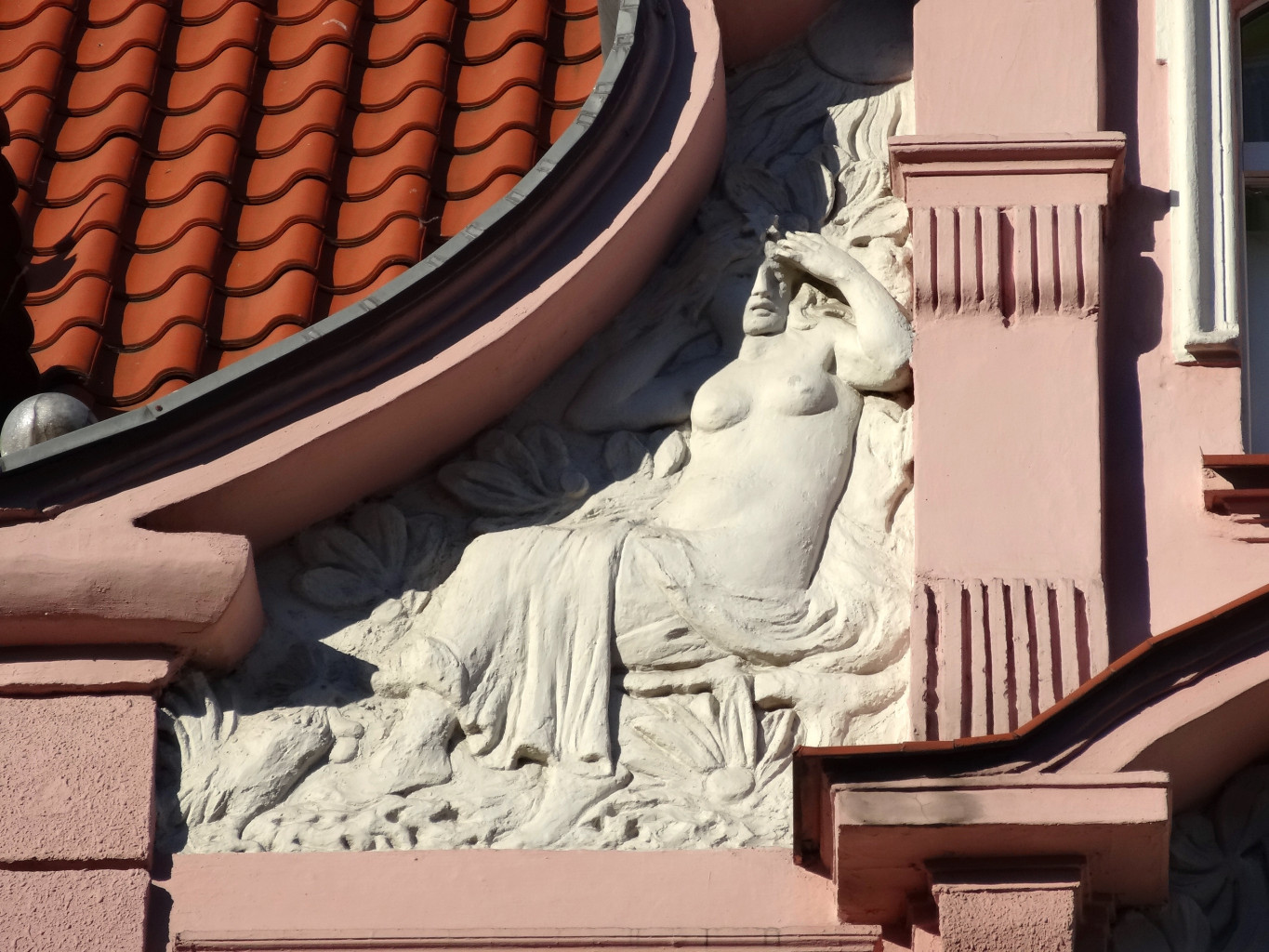
Personifikacja dnia
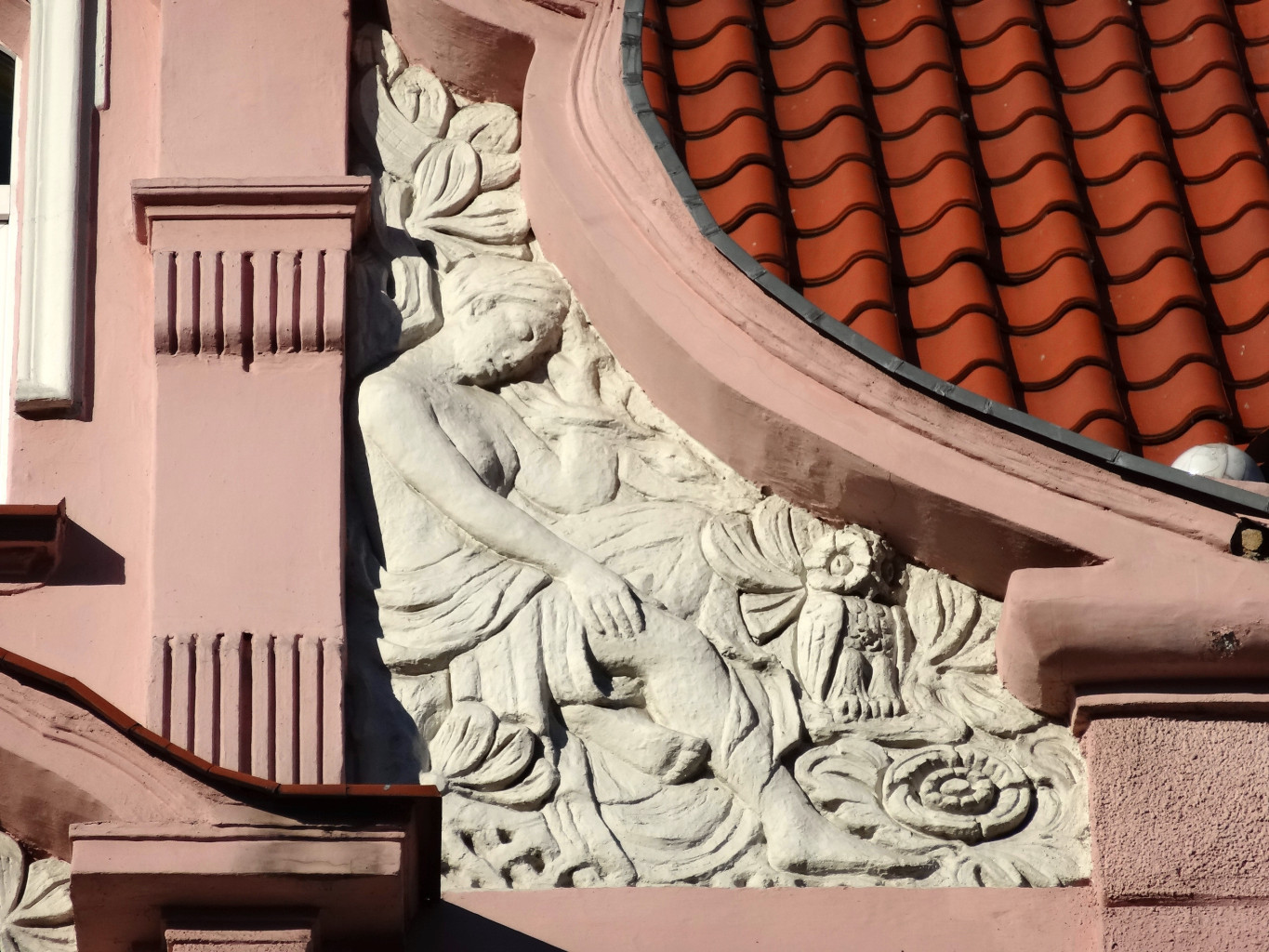
Personifikacje nocy